# Spirobranchus decoratus
Spirobranchus decoratus är en ringmaskart som beskrevs av Imajima 1982. Spirobranchus decoratus ingår i släktet Spirobranchus och familjen Serpulidae. Inga underarter finns listade i Catalogue of Life.